# Karl Schäuble
Karl Schäuble (* 20. Mai 1907 in Schramberg; † 1. Juni 2000 in Freiburg im Breisgau) war ein deutscher Politiker (BCSV, CDU). Er war der Vater der CDU-Politiker Wolfgang Schäuble und Thomas Schäuble.

## Familie und Beruf
Schäuble war der Sohn eines Schreiners und absolvierte eine kaufmännische Lehre. Als „Aufsteiger … ohne Brüche und Zwiespältigkeiten“ (Basler Zeitung) stieg er bis zum Prokuristen verschiedener örtlicher Unternehmen auf, darunter einer Hornberger Buntweberei, und wurde zu einem lokalen Honoratioren. Später arbeitete er als selbständiger Steuerberater.
Der katholische Schäuble war mit Gertrud Schäuble geb. Göhring verheiratet, einer Lutheranerin aus Untertürkheim, mit der er drei Söhne hatte: Frieder (1937–2011), Wolfgang (1942–2023) und Thomas (1948–2013). Dieser beschrieb den Vater als weichen, gütigen Menschen, der mit seinen heranwachsenden Söhnen allabendlich über Politik sprach. Seine Schwiegereltern waren Pia und Fritz Göhring (Kreistagsmitglied für die SPD). Wegen der konfessionellen Mischehe und weil seine Söhne als Protestanten aufwuchsen, hatte er Schwierigkeiten mit der katholischen Kirche.

## Politik
Schäuble wahrte laut Basler Zeitung in der Zeit des Nationalsozialismus Distanz zum Regime und zählte 1946 zu den Gründern der Badischen Christlich-Sozialen Volkspartei (BCSV), aus der später der badische Landesverband der CDU hervorging. Später war er Erster Vorsitzender der Christdemokraten in Hornberg. Im Jahr 1947 wurde er in den Badischen Landtag gewählt, dem er bis 1952 angehörte. Ende der 1940er-Jahre versuchte Schäuble, Bürgermeister von Hornberg zu werden, das Erzbischöfliche Ordinariat in Freiburg intervenierte jedoch gegen ihn, was das Ende seiner politischen Karriere bedeutete.